# Tarbozaur
Tarbozaur (Tarbosaurus) – rodzaj wielkich wymarłych dinozaurów drapieżnych, żyjący na terenie dzisiejszej pustyni Gobi w Azji pod koniec późnej kredy (kampan, mastrycht). Obecnie uznawany jest tylko jeden gatunek – Tarbosaurus bataar. Do 2006 roku opisano skamieniałości około 100 osobników tego gatunku, z tym że tylko kilkanaście w miarę kompletnych.

## Kontrowersje przy ustalaniu statusu taksonomicznego tarbozaura
Pierwsze szczątki tarbozaura znaleziono w Mongolii i opisano w 1955 jako Tyrannosaurus bataar. Jednak późniejsze badania doprowadziły już w 1965 do zaliczenia ich do nowego rodzaju Tarbosaurus, z czym zgodził się także autor pierwotnego opisu tych skamieniałości jako tyranozaura Jewgienij Malejew (1974). Od 1988 ukazało się kilka prac zaliczających badane okazy do rodzaju Tyrannosaurus, były też jednak publikacje, w których opowiedziano się za pozostawieniem ich w rodzaju Tarbosaurus, a nawet zaliczeniem do nowego rodzaju Jenghizkhan. Szczegółowa analiza porównawcza szkieletów Tarbosaurus bataar i Tyrannosaurus rex przeprowadzona w 2003 wykazała, że są to różne rodzaje. 
W osadach kredowych pustyni Gobi zarówno w części leżącej na terytorium Mongolii jak i Chin znaleziono także wiele skamieniołości dużych drapieżnych dinozaurów zaliczonych pierwotnie do następujących taksonów: Tarbosaurus efremovi, Maleevosaurus novojilovi, Gorgosaurus lancinator, Gorgosaurus novojilovi, Shanshanosaurs huoyanshanensis. Jednak późniejsze badania doprowadziły do niekwestionowanej obecnie konkluzji, że są to wszystko osobniki należące do Tarbosaurus bataar, a drobne różnice w stosunku do holotypu wynikają z różnic osobniczych oraz z faktu, iż część okazów reprezentuje stadia młodociane. Prawdopodobnie również Chingkankousaurus jest młodszym synonimem tarbozaura. 
Kontrowersyjny jest także sam człon gatunkowy nazwy tarbozaura "bataar", gdyż Malejew zrobił błąd, przyjmując, że po mongolsku słowo "bohater" pisze się "bataar", podczas gdy prawidłowo powinno być "baatar". Jednak nazwy gatunków nie mogą być zmieniane ze względu na występowanie w nich błędów językowych i dlatego ta zniekształcona nazwa jest oficjalną nazwą gatunku.

## Muzea
W zbiorach Muzeum Ewolucji Instytutu Paleobiologii Polskiej Akademii Nauk w Warszawie znajdują się kości tarbozaura i odlewy szkieletów (zmontowane i nie).

## Galeria

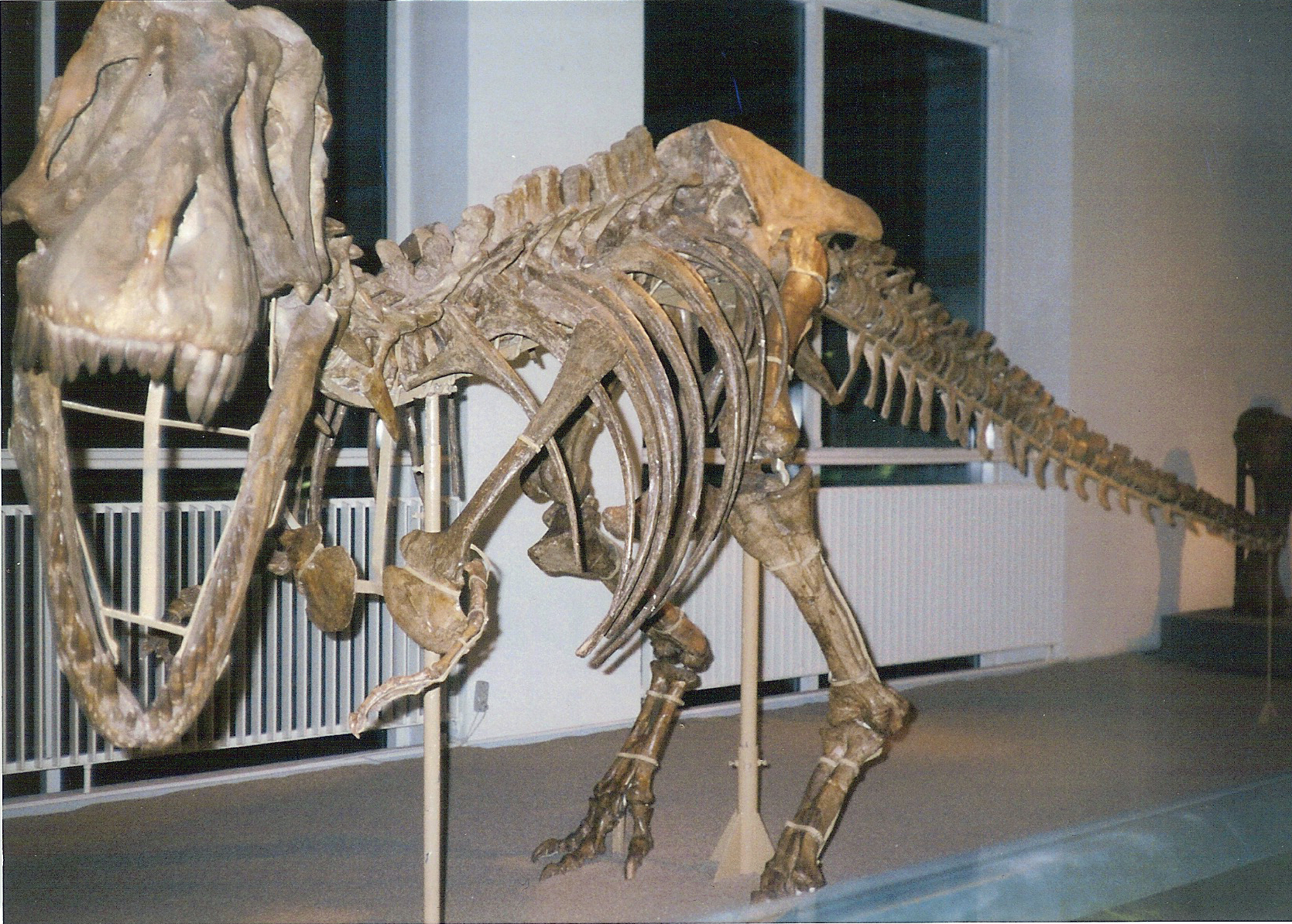
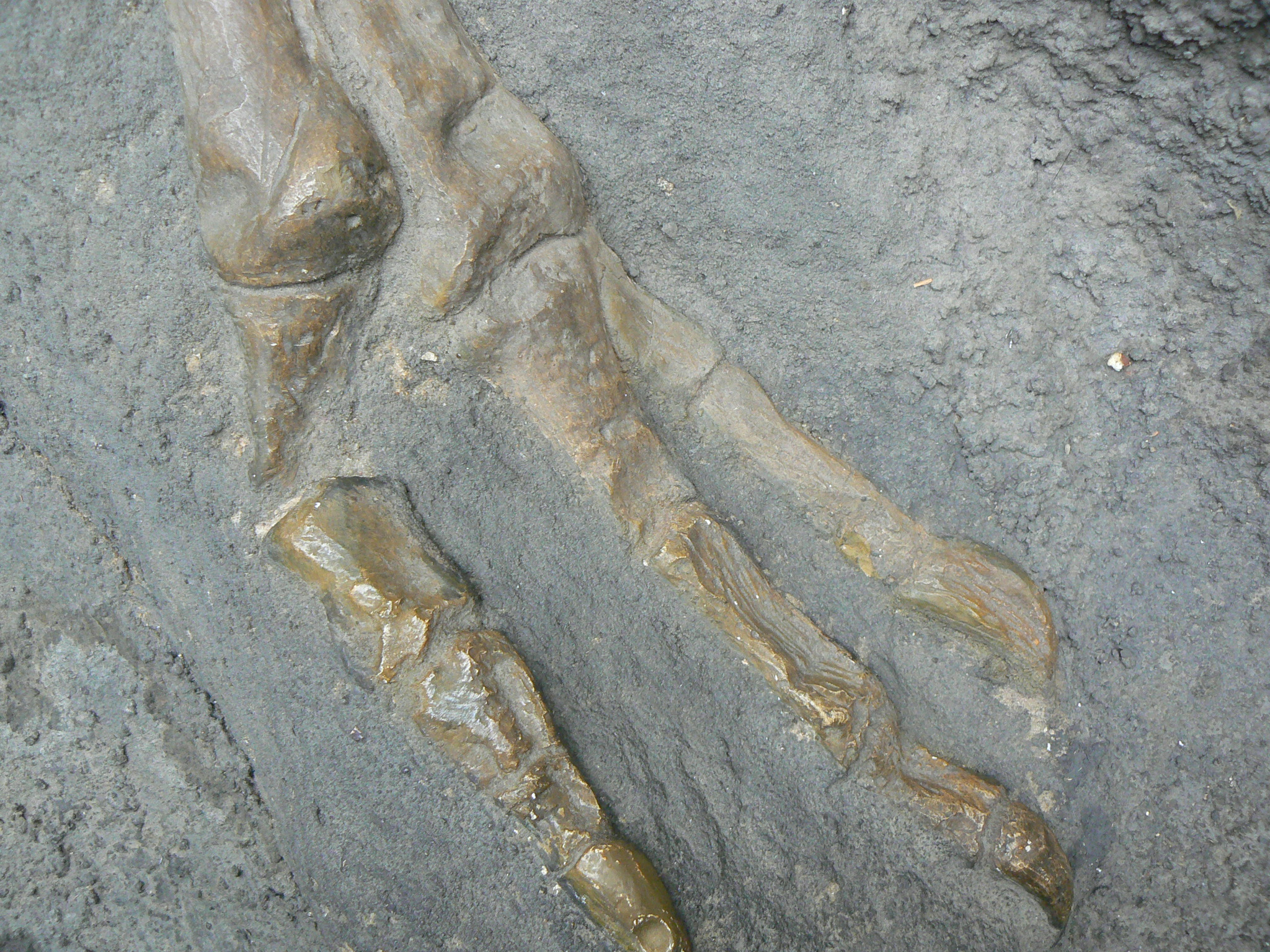
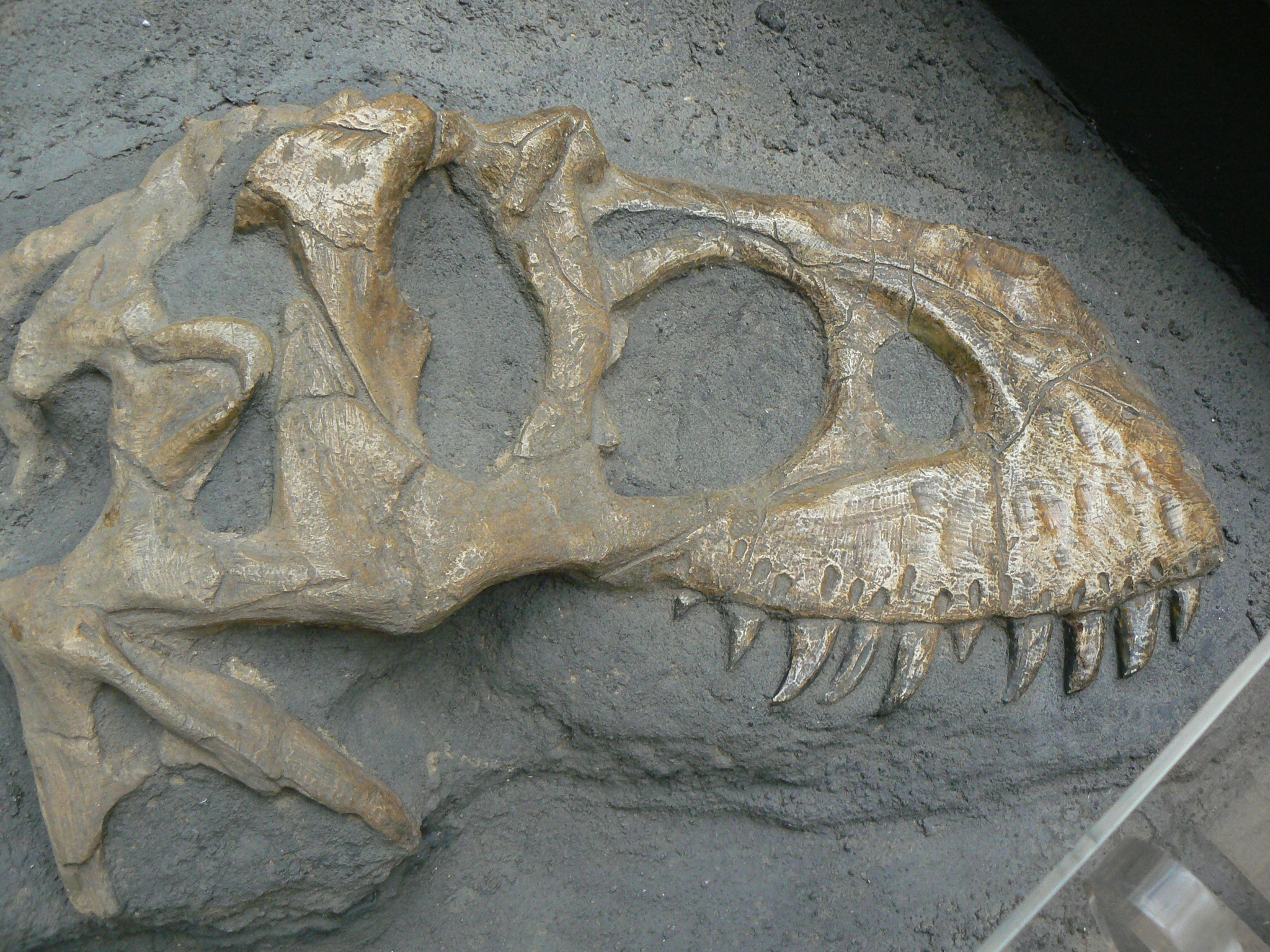
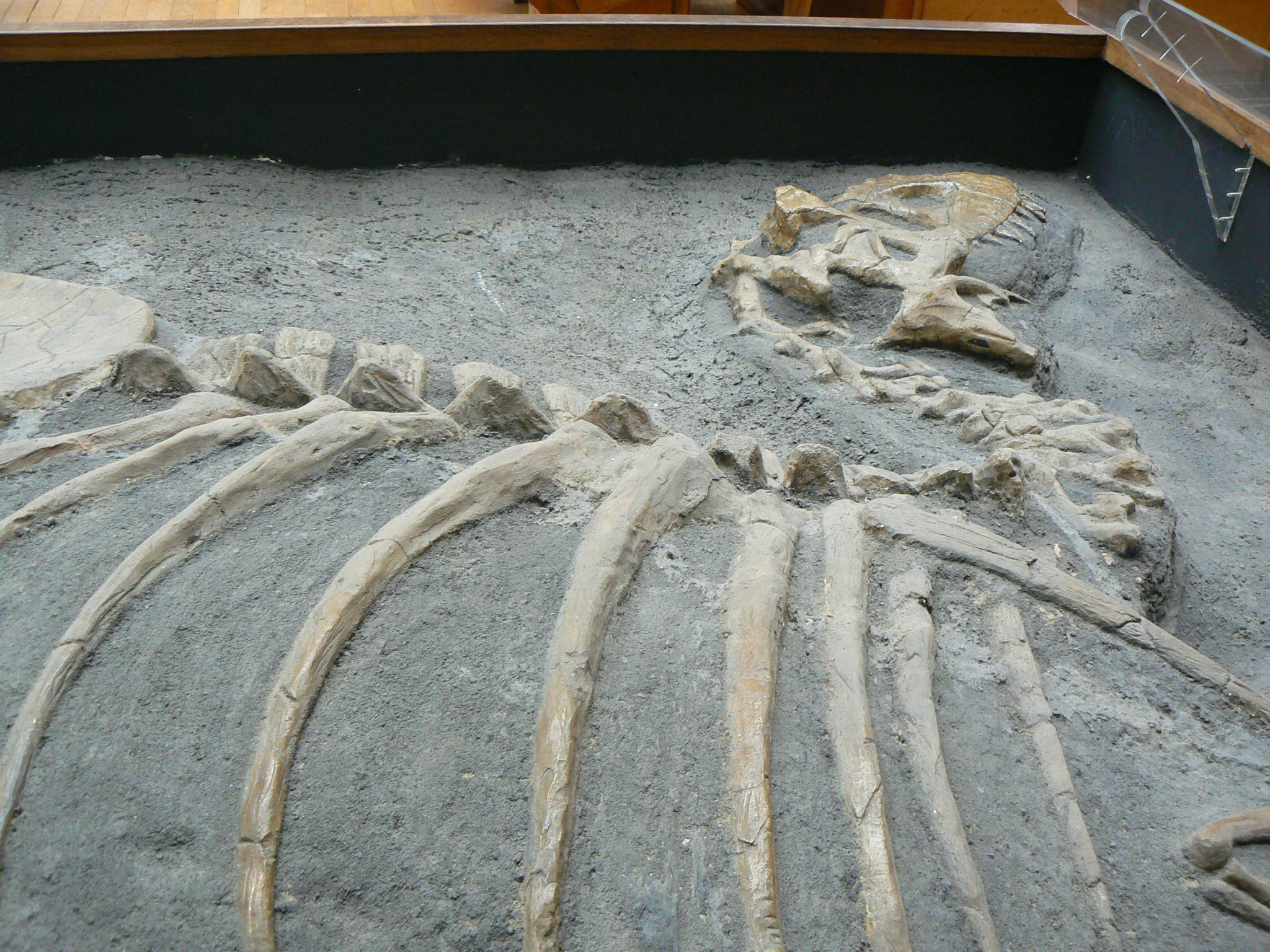
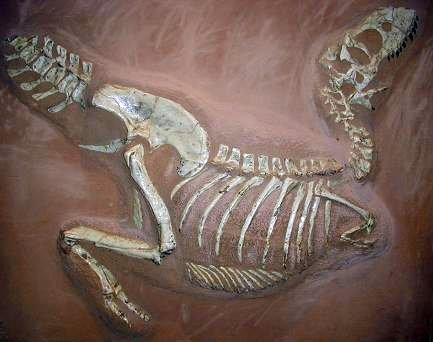
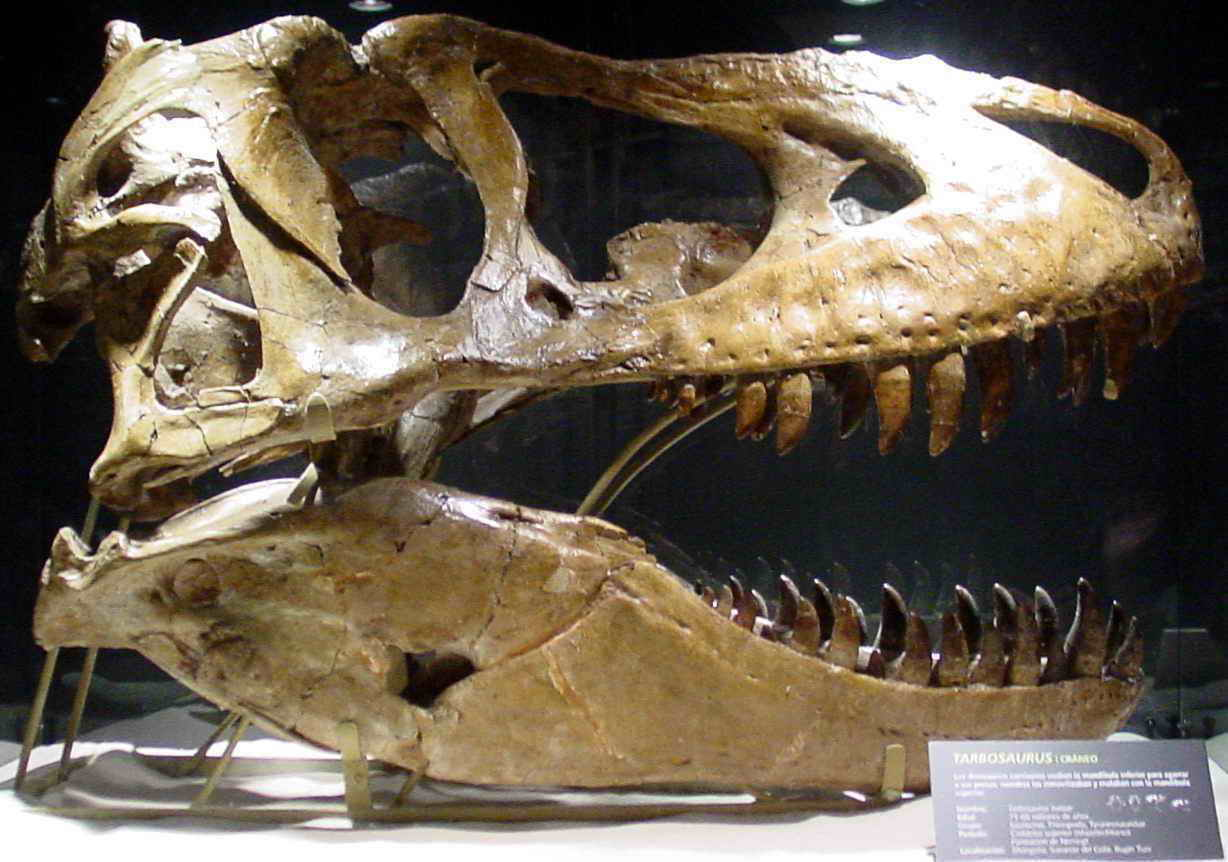
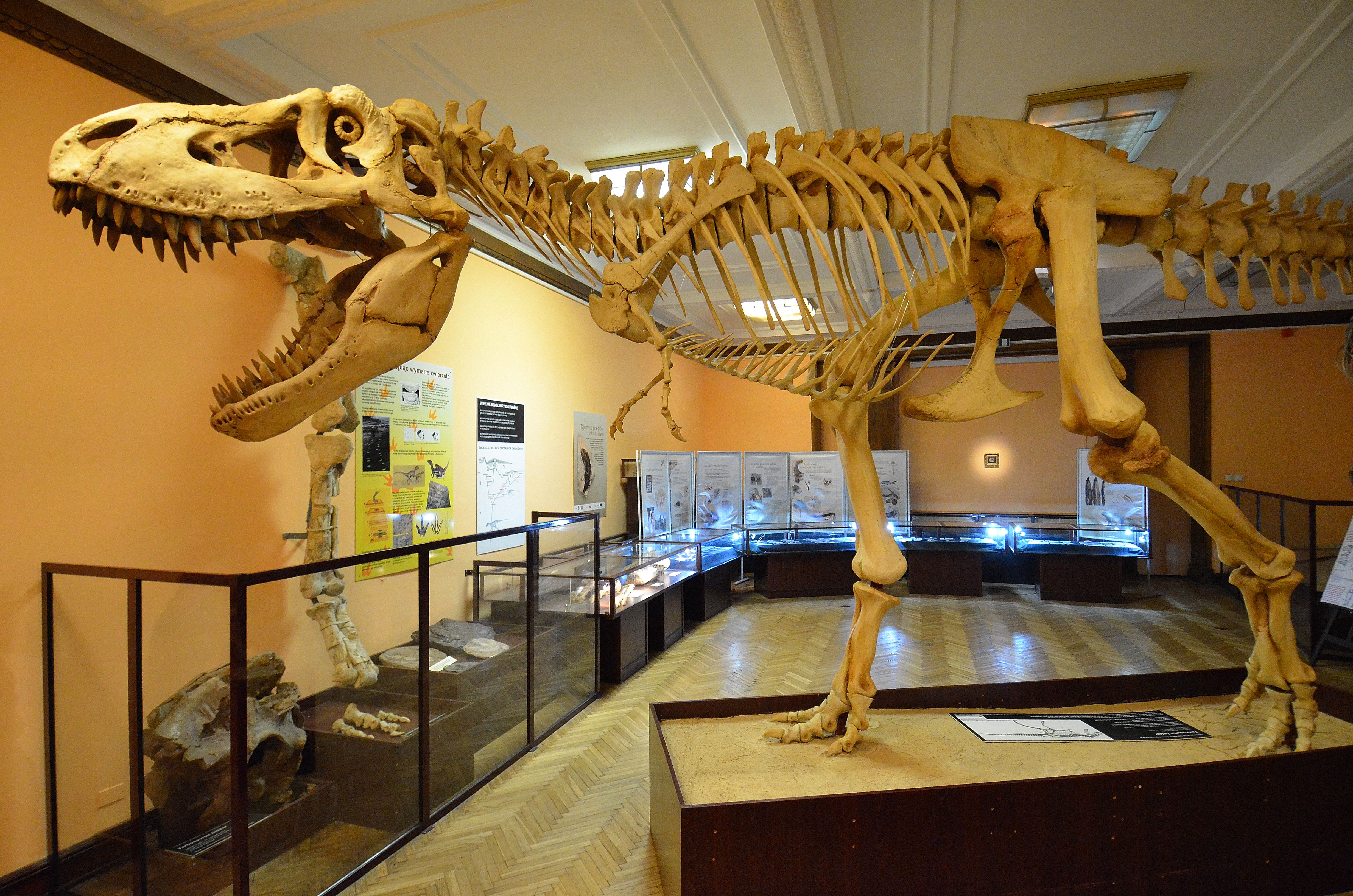
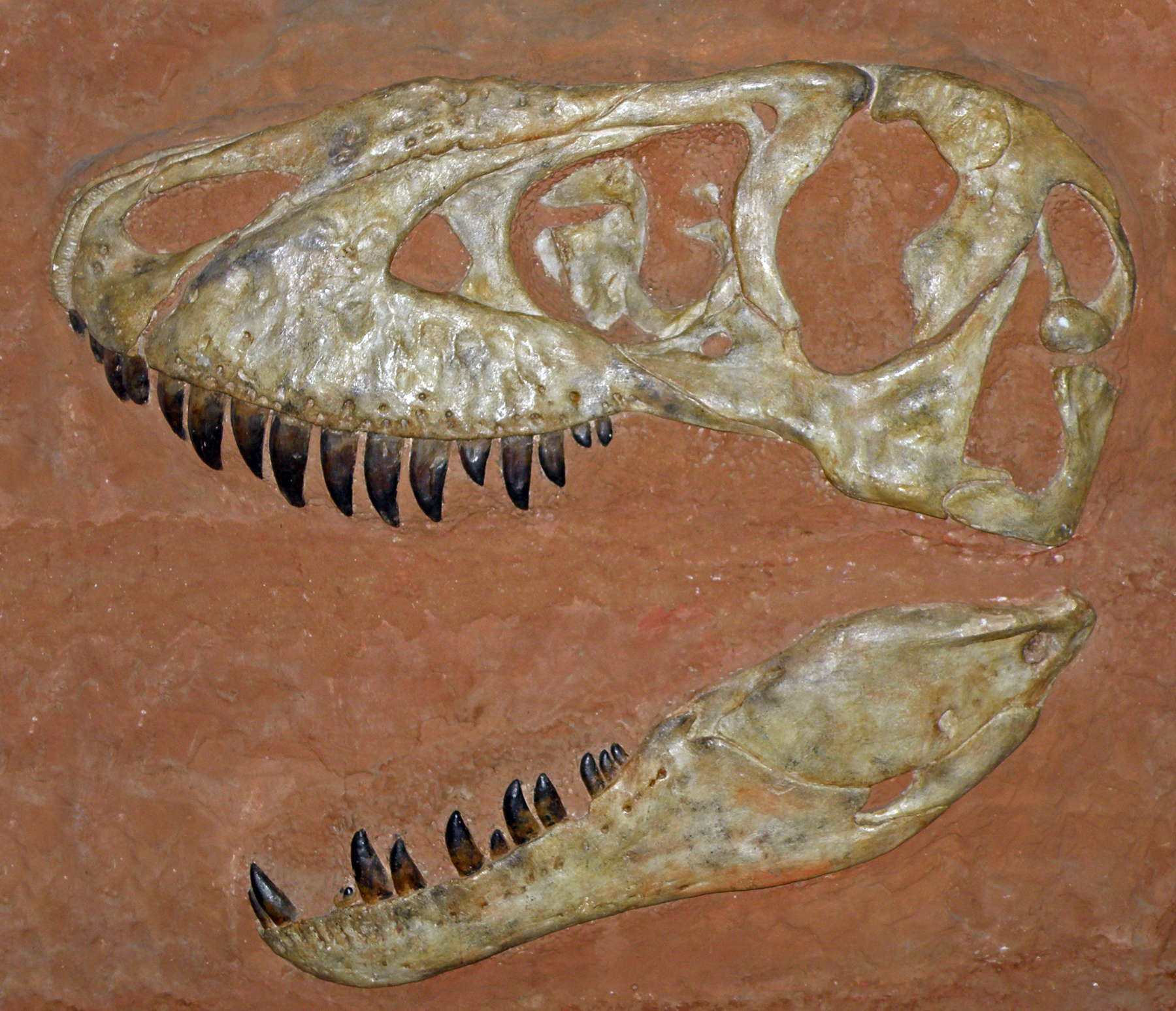